# Култура на Русия
Културата на Русия е смесица от наследството на множество епохи и култури в една многонационална държава като Русия. В исторически план в страната доминира руската култура, начело с руския език и националност. Това се обяснява от една страна с огромния брой на етническите руснаци в страната, а от друга с целенасочената политика на държавата в няколко периода на насилствено потискане на алтернативни култури.
Политиката на Съветския съюз по отношение на културата не е еднозначна. Част от основните цели на съюза е било желанието за определяне на „нов“ съветски народ и съответно съветска култура. Това, обаче, се противопоставя на няколкото кампании за запазване на националните култури на републиките. Всяка етническа група е имала своите „велики национални писатели“, а и фолклорът е бил официално насърчаван.

## Архитектура
Руската архитектура има няколко значителни периода на развитие, като в по-ранните е ясно изразена в облика на православните църкви и някои крепости. Ранната руска архитектура е силно повлияна от Византия. Днес обаче са запазени много малко светски сгради със средновековен облик, като една от тях е двореца на Андрей Боголюбски. След края на монголската доминация над руските земи настъпва разцвет на строителството. При управлението на Иван III в Русия са поканени редица архитекти от Венеция и Флоренция, които оформят множество сгради, вплитайки италиански ренесансови мотиви. Една от тях е московския кремъл, чийто кули обаче са били построени по-късно. При Петър Велики, под влиянието на барока са построени някои от най-красивите сгради в тогавашната столица Петроград. Формира се т.нар. Петровски барок. След свалянето на монархията и създаването на СССР архитектурните стилове се променят коренно. Запланувани биват градове с огромни улици и здания, в основно архитектурно течение се превръща т.нар. конструктивизъм. След това започва да се оформя и сталинистката архитектура, наричана понякога и сталинистка готика заради определени специфични елементи. Типичен пример за такова строителство е сградата на Московския държавен университет.

## Музика
Подобно на останалите изкуства в Русия, музиката е изключително разнообразна. В исторически план тя се дели на руска класическа музика, съветска музика и пост-съветска руска музика. Михаил Глинка (1804 – 1857) е един от първите значителни руски композитори, чийто опери Живот за царя и Руслан и Людмила стават световноизвестни. Въпреки това първата руска опера е Любовникът магьосник на Иван Керцели, поставена в Москва през 1772 година. Започва бурен период на развитие за руската опера, кулминацията на който са годините на т.нар. „Могъща петорка“ – Мили Балакирев, Николай Римски-Корсаков, Модест Мусоргски, Александър Бородин и Цезар Кюи, които творят заедно между 1856 и 1870, формирайки изцяло руска романтична музика, различна от тази на стандартните европейски музикални школи. Те са едно от най-важните звена на националния романтизъм в Русия. Творби на тези композитори са оперите Борис Годунов, Княз Игор (включваща известните Половецки танци) и Хованщина, симфоничната сюита Шехерезада, както и източната фантазия за пиано Исламей. Голям представител на руския романтизъм е и Пьотр Илич Чайковски, известен най-вече с балетите си Лешникотрошачката и Лебедово езеро, както и операта Евгений Онегин. Неговият западен музикален стил го отделя от Петорката, но той поддържа добри отношения с тях. Сергей Рахманинов създава голям брой виртуозни творби за пиано. След края на Романтизма руската музика продължава да е на високо ниво с творбите на Сергей Прокофиев, Игор Стравински, Александър Скрябин, Дмитрий Шостакович и Алфред Шнитке. Освен с композиторите, Русия е известна и с виртуозни изпълнители като оперния певец Фьодор Шаляпин, пианистите Святослав Рихтер и Владимир Хоровиц, цигуларите Давид Ойстрах и Леонид Коган, виолончелистът Мстислав Ростропович и виолистът Юри Башмет. По времето на СССР, музиката не е толкова идеологически повлияна, колкото литературата. През 1922 Давид Парнах основава първия съветски джаз-оркестър, който се радва на голяма популярност. Исак Дунаевски също има заслуга за популяризирането на този стил, прилагайки го във филма на Григорий Александров Веселите приятели (1934). Олег Лундстрьом за дълго време е един от най-известните джаз-изпълнители в СССР. В края на 60-те се появяват т.нар. „съветски бардове“ – певци-китаристи, изпълняващи лесно запомнящи се песни. Едни от най-популярните стават Булат Окуджава, Владимир Висоцки и Юри Визбор. По време на перестройката се популяризират рок групи, като „Кино“ (с Виктор Цой), „Аквариум“ и др. Банди като Круиз и Горки Парк печелят популярност на запад. След разпада на Съветския съюз руската музика навлиза в кратък период на упадък, но в последно време Филип Киркоров, Дима Билан и дуета „Тату“ придобиват световна известност.

## Кино
За символично начало на руското кинематографично изкуство може да се счита заснемането на коронацията на император Николай II от французина Камий Серф, сподвижник на братя Люмиер. Руското кино започва да се развива бързо, и до 1916 година биват произведени 499 филма. За разлика от американското кино например, руското (и по-късно съветското) възприемат филмите много повече като артистично изразно средство, отколкото като средство за забавляване на масите.
Идването на болшевиките на власт, а след това и на Йосиф Сталин налага социалистическия реализъм като водещ стил в киноизкуството. Някои от съветските филми на 1920-те години, като Броненосецът „Потьомкин“, Майка и Човек с кинокамера не само се превръщат в знакови за епохата, но и въвеждат редица от основните похвати на съвременното кино. Редица по-късни съветски филми получават световно признание и престижни награди, като Москва не вярва на сълзи, Балада за войник, Бялото слънце на пустинята, Седемнадесет мига от пролетта, Соларис и Сталкер.
В по-ново време популярни стават филмите Дом за глупаци и Нощна стража.

## Фолклор
Руският фолклор до голяма степен се застъпва със славянската митология, поради което има общи черти с народните предания в други славянски страни. Славянското гледище за света се основава на вярата в съществуването на три паралелни свята – Прав, Яв и Нав. Тези три свята са вертикално разположени върху Световното дърво – гигантски дъб, който поддържа цялата вселена. В короната му е разположен Прав – небесният свят, светът на боговете, т.нар. Сварга, където властва богът на огъня Сварог. По-долу, върху ствола на Дървото, е разположен светът Яв – свят на живите същества, видимата реалност. Над него властва богът на бурите и гръмотевиците Перун. В корените на Дървото е светът на мъртвите души и на духовете – Нав, където обитава злият бог Чернобог и неговата спътница Мора. Няма твърдо установен и централизиран славянски божествен пантеон. Причина за това е големият брой славянски племена, които били пръснати на огромна територия и сравнително изолирани. Так всяко племе почитало определени божества, които били тясно свързани с бита и духовната му култура. Въпреки това могат да бъдат посочени близо тридесет божества, които са били широко разпространени и най-вероятно са били общи за всички. Такива са Перун, Троян, Велес, Лада, Ярило и т.н. Сред главните богове на славяните бил и Род, също наричан Див или Дий. Според славянската митология той създал Вселената и световете, и уредил всичко в тях чрез божествения закон Правда. На Правдата трябва да се подчинява всичко и всеки – и богове, и хора, и духове, и материална и нематериална природа. В Русия има стотици предания за богатирите – благородни воини, чийто еквивалентен образ в Западна Европа през Средновековието е странстващият рицар.
Руският фолклор обаче не се ограничава само до славянските предания и легенди. Наличието на стотици народи е предпоставка за разпространението и на други митологии, например инуитската, която съдържа редица принципи на шаманизма и анимизма. В монголската митология, запазена най-вече сред бурятите и алтайските народи, Бай Юрген и Есеге са изначалните божества, създали света, и също има мотив за световното дърво. Някои от сибирските шамански практики обаче са вече изчезнали, като например тези на нганасаните. Един от основните им ритуали е т.нар. прочистване на палатката, където шаманът прави жертвоприношение веднага след края на полярната нощ. Народ с добре запазени фолклорни традиции са нанайците в Далечния изток.

## Национални празници
Национален празник на страната е Денят на Русия – 12 юни.
Официални празници са също:
- Новогодишните празници – 1, 2, 3, 4 и 5 януари;
- Рождество Христово – 7 януари;
- Денят на защитника на Отечеството – 23 февруари;
- Международният ден на жената – 8 март;
- Празникът на пролетта и труда – 1 май;
- Денят на Победата – 9 май;
- Денят на народното единство – 4 ноември.

## Музеи
- Руски музей
- Ермитаж